# Atmosferische golf

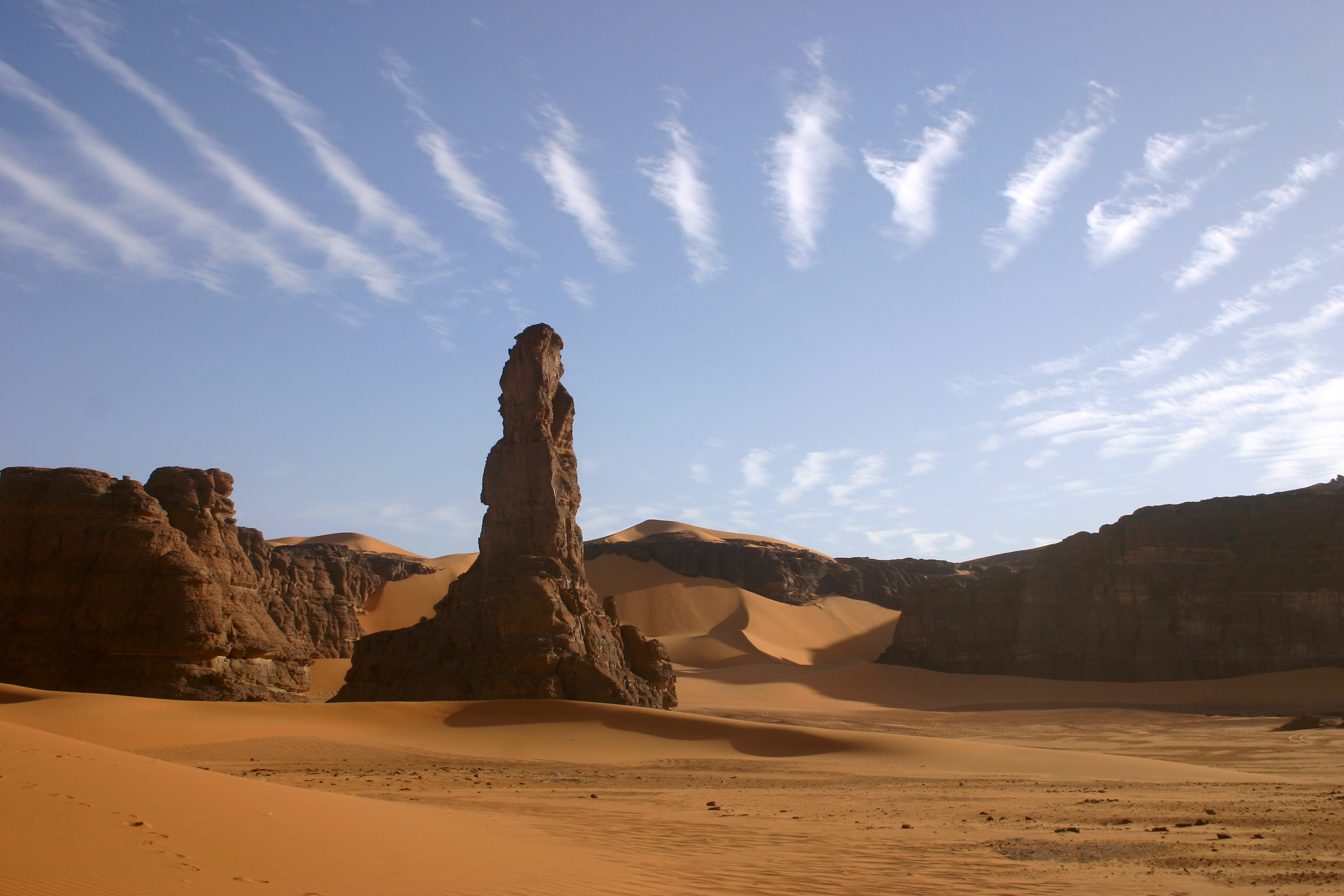
Cirrocumulus undulatus in de Tadrart Acacus.

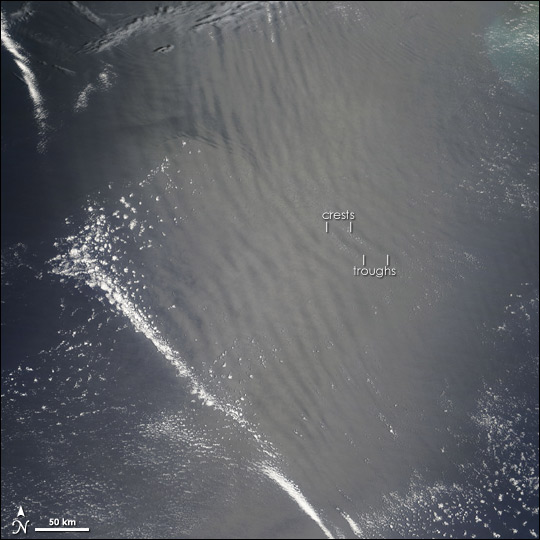
Wolkenpatroon met ruggen en troggen.

Een atmosferische golf is een golfvormige verstoring in de atmosfeer, waarbij lucht met bepaalde eigenschappen golft langs lucht met andere eigenschappen. De golf kan zich manifesteren door verschillen in temperatuur, windsnelheid, windrichting, luchtdruk en luchtvochtigheid. In deze golven stroomt de lucht samen en weer van elkaar weg. Deze convergentie en divergentie in de bovenlucht gaat gepaard met respectievelijk luchtdrukstijging en luchtdrukdaling aan het aardoppervlak.

## Lange golven

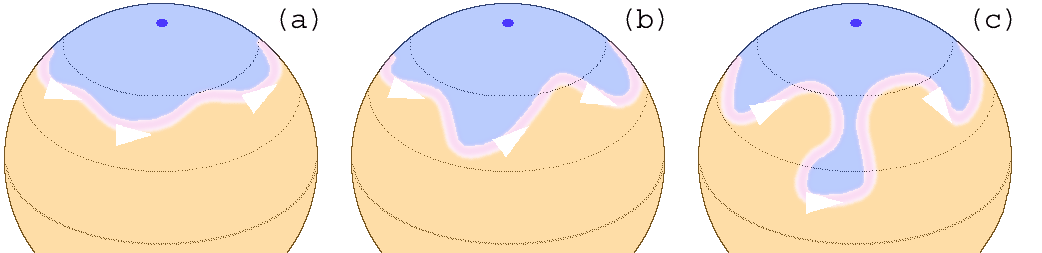
Rossby-golven op het noordelijk halfrond. De witte pijlen geven de stroomrichting aan. (a) en (b) zijn situaties van opbouwende Rossby-golven en bij (c) heeft een koufront zich afgescheiden. Blauw is relatief koude en oranje is relatief warme lucht.

In de westelijke hoogtestroming zijn op hogere breedten lange staande golven te vinden. Deze ontstaan door de verdeling van land en zee en door de van noord naar zuid lopende bergketens. In de lange golven of Rossby-golven bevinden zich meestal drie of vier hoofdtroggen. Op het noordelijk halfrond zijn dit het Canadese trog, het Oost-Europese trog en het Oost-Aziatische trog. Op het zuidelijk halfrond zijn deze te vinden aan de oostkust van Zuid-Amerika, aan de oostkust van Zuid-Afrika, aan de westkust van Australië en bij Nieuw-Zeeland.
Op de lange staande golven zijn korte lopende golven te vinden, de frontale golven. De wisselwerking tussen deze golven zorgt voor het veranderlijke karakter van de gematigde breedten. Een aantal stromingspatronen herhaald zich echter, circulatietypen genoemd.

## Frontale golven

Ontstaansfase van een frontale depressie; in een stationair front vormt zich een golf.

Bij een front is er een scheidingsvlak tussen warme en koude massa. Golven in een front doen zich voornamelijk voor bij koufronten en stationaire fronten. Onstabiele golven groeien vaak uit tot frontale depressies. Deze vinden hun oorsprong meestal in de hogere luchtlagen. Bij een front is er in de bovenlucht vaak een sterke luchtstroming. De divergentie bij een kleine trog kan daardoor een luchtdrukdaling aan het oppervlak veroorzaken met een zwakke cyclonale circulatie die de eerste aanzet kan zijn tot een golf in het front. Dit proces kan zichzelf versterken tot een diepe frontale depressie
Stabiele golven groeien niet en vinden hun oorsprong over het algemeen in de stroming aan het aardoppervlak. Bij grote stromingsverschillen kunnen deze golven ontstaan door aerodynamica, zoals ook het geval is bij oppervlaktegolven en zandgolven.
Bij warmtefronten komt golfvorming veel minder voor en dan voornamelijk als het front zich vrijwel niet meer verplaatst doordat het evenwijdig ligt aan een brede krachtige bovenstroming. De golf verwijdert zich van de depressie waar het front toe behoort, doordat het de bovenstroming volgt. Warmtefrontgolven worden over het algemeen geen grote depressies, maar er is wel hevige neerslag.